# Мария Димитрова (философ)
Мария Димитрова е български философ, професор по философия в Софийския университет.

## Биография
Тя е омъжена за Александър Гънгов.

## Книги
- In Levinas' trace (2011)
- The Ethical Turn of Social Thought (2011)
- Sociality and Justice (2009)
- The World of Relativized Consciousness (1990)